# 大和国鹿島香取本宮
大和国鹿島香取本宮（やまとのくにかしまかとりほんぐう）は、奈良県奈良市にある神社。2頭の神馬が飼育されている。

## 祭神
- 武甕槌命
- 経津主命

## 交通
近鉄学園前駅より西千代ヶ丘2丁目行き 千代ヶ丘2丁目下車 南へ徒歩約5分